# Antonia Santos
María Antonia Santos Plata (Cincelada, departament de Santander, 10 d'abril de 1782 - El Socorro, 28 de juliol de 1819) va ser una de les heroïnes de la Independència de Colòmbia. Considerada com una de les dones més representatives de la lluita per la independència juntament amb Policarpa Salavarrieta i Manuelita Sáenz, Antonia Santos es va unir a la causa de l'independentista veneçolà Simón Bolívar. Va crear la guerrilla de Coromoro i Cincelada, la primera que es va formar a la província del Socorro per tal de lluitar contra la invasió espanyola i el seu germà Fernando Santos Plata esdevingué un dels caps d'aquesta guerrilla. Aquest grup va interceptar les comunicacions de les tropes reialistes, s'aprovisionaven i mantenien informades les forces rebels i van tenir un rol important durant les batalles del Pantà de Vargas i de Boyacá.
Traïda per un dels seus amics, Antonia Santos va ser arrestada i portada a la presó al Corregiment de Cincelada, que ara porta el seu nom a títol d'homenatge. Fou executada posteriorment el 28 de juliol de 1819, acusada de lesa majestat. En honor de les seves accions heroiques, el batalló ASPC nº7 de la setena brigada de la quarta divisió de l'Exèrcit Nacional de Colòmbia porta el nom d'Antonia Santos.
Entre els seus descendents, es poden citar Eduardo Santos i Juan Manuel Santos, que foren respectivament presidents de Colòmbia el 1938 i el 2010.

## Joventut
María Antonia va ser la cinquena d'onze fills de Pere Sants Meneses -un dels fundadors de la parròquia de Pinchote al 1782- i Peronella Plata Rodríguez, qui va morir en els primers mesos de la reconquesta espanyola. Va ser batejada l'11 d'abril de 1782, sent els seus padrins Casimiro Gómez i Casilda Plata.
La seva infantesa i joventut van discórrer, a la banda dels seus pares, a la hisenda de l'Hatillo, avui sender del Municipi de Coromoro (Santander), rebent l'educació i formació usual de les dones de la seva època: tasques pròpies de la llar i del camp, la religió catòlica i pràctiques piadoses i coneixements d'aritmètica, escriptura, gramàtica i lectura, però en un ambient de rebel·lia i descontent, ja que a la província del Socors de la Nova Granada (avui departament de Santander), era manifest des d'anys enrere el més gran descontentament social i econòmic contra el govern colonial, que es va projectar en el moviment d'insurrecció dels comuners de 1781, i la família Santos Plata estava vinculada fervorosament des dels primers moments a la lluita en favor de l'emancipació del Nou Regne de Granada. Antònia, la major de les filles, assumeix la representació moral i material de la llar, al morir la seva mare, donya Petronila Plata Rodríguez, en els primers mesos de la Reconquesta.

## Lluita

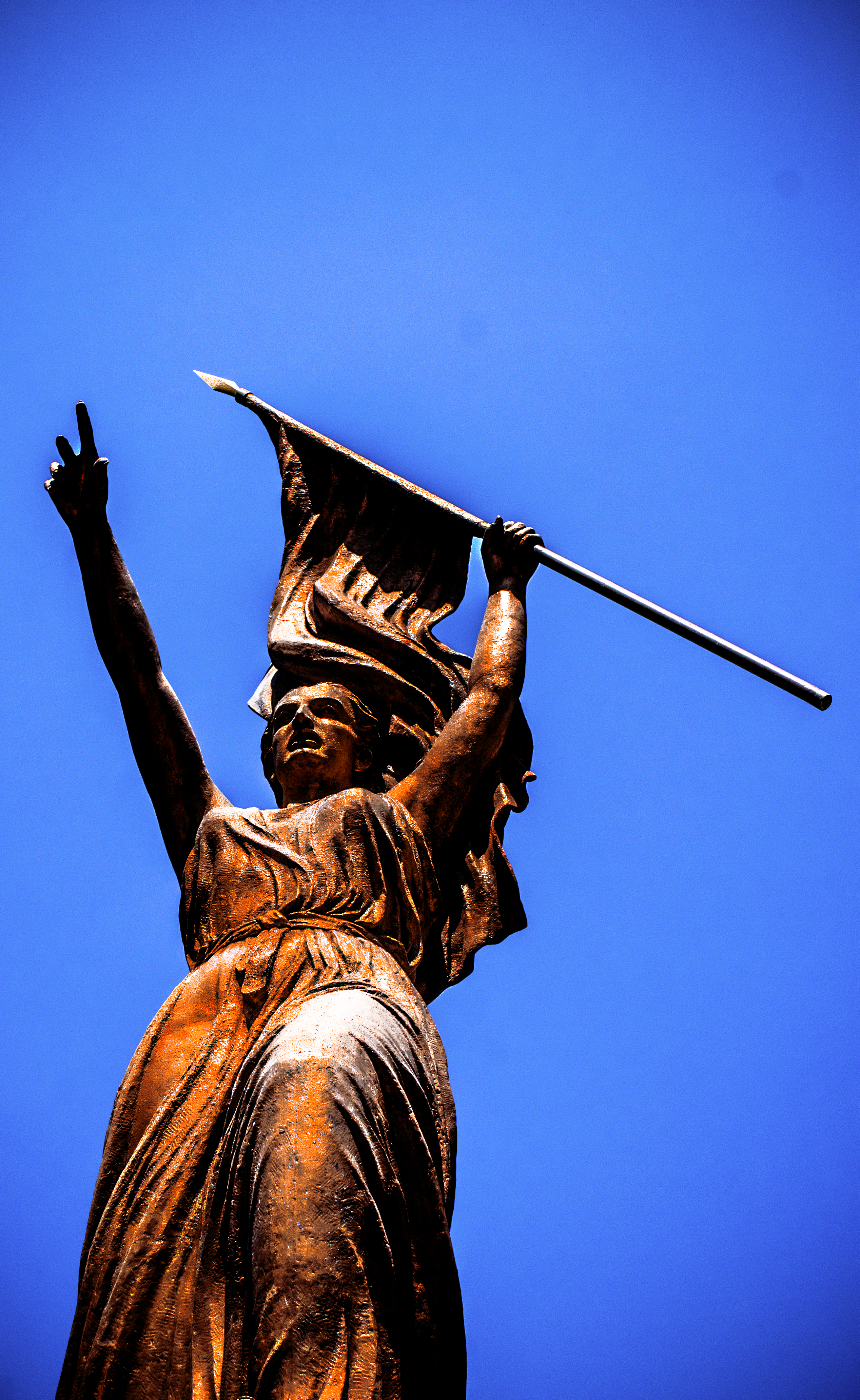
Monument en honor d'Antonia Santos a El Socorro, Santander, Colòmbia

Antonia Santos Plata va preparar i va sostenir la guerrilla de Coromoro o de Sants que va ser la primera que es va organitzar a la Província del Socors per lluitar contra els invasors espanyols, combatent el Règim del Terror, i donant suport a l'exèrcit patriota a la Campanya Llibertadora de 1819, destacant-se per ser la més organitzada i la que va barallar més bravament durant els tres anys de la Reconquesta, tenint com a centre d'activitats la hisenda l'Hatillo de la família Santos Plata.
Van ser caps d'aquesta guerrilla el seu germà Fernando Santos Plata, José Gabriel Tobar, Camilo Gaona, José Manuel Ruiz i altres. Inicialment, la guerrilla va tenir quaranta membres, i posteriorment va augmentar amb la gent que es van anar integrant a mesura que el terror de la Reconquesta penetrava en tots els pobles.

## Presó i martiri
El 12 de juliol de 1819, el destacament militar espanyol, comandat pel capità Pedro Agustín Vargas, va arribar sorprenentment a la hisenda de l'Hatillo, i a la casa principal de la família va decomissar a Antonia Santos, al seu germà menor Jaime i la seva neboda Helena Santos Rosillo, juntament amb dos esclaus, sent conduïts immediatament a Charalá, passant-los per Cincelada hoy Corregimiento, en el qual encara hi ha el calabós on va estar presa i, finalment, van ser portats a la població de Socors, on van ser tancats en els calabossos de la presó al costat d'altres nombrosos detinguts per raons polítiques.
Antonia Santos, va preferir la mort que la delació, i el 16 de juliol de 1819, en un breu sumari, li va ser dictada la sentència de mort al costat dels pròcers Isidre Bravo i Pascual Becerra, com a enemics de la causa del rei i reus de lesa majestat. El 27 de juliol van ser posats a la capella com a condemnats a mort.
El 28 de juliol de 1819, a dos quarts d'onze del matí, Antonia Santos va ser portada al cadafal, ubicat en un angle de la plaça del Socors, juntament amb els seus companys Pascual Becerra i Isidro Bravo; anaven acompanyats pel capellà de la parròquia, prevere N. Torres. A l'heroïna la va acompanyar el seu germà Santiago Santos, a qui li va lliurar les seves joies d'or i el seu testament; a l'oficial que manava l'escorta li va obsequiar l'anell que portava posat. Un sergent la va lligar al patíbul i li va embenar els ulls, es va donar el redoble i l'escorta va fer foc, consumant així la seva mort.
Encara amb Antonia Sants a la presó i en el cadafal, les guerrilles de Coromoro, Charalá, Cincelada, Ocamonte i altres més, van continuar enfrontant-se a l'exèrcit realista: en els primers dies d'agost de 1819, més exactament entre els dies 4 i 7, van impedir el reforç a les tropes reials de José María Barreiro, que lluitaven en els camps del Pantà de Vargas i Boyacá, a la Batalla del riu Pienta a Charalá, sent aquesta acció molt decisiva per al triomf dels patriotes i la culminació de la Independència.
La mort d'Antonia Santos, va ser el detonant principal que va donar origen a la Batalla de Pienta, en el que avui és el municipi de Charalá a Santander. Aquesta confrontació entre vilatans de Charalá, els que van improvisar un exèrcit amb més valor moral i set de llibertat que de possibilitats, van aconseguir endarrerir el reforç de més de 800 homes comandats pel coronel espanyol Lucas González qui, per virtut de la batalla de Pienta, no va poder arribar a temps per reforçar l'exèrcit del general Barreiro per la contesa de la batalla de Boyacá.